# Батково
Батково (пол. Batkowo, нім. Batkowo) — село в Польщі, у гміні Іновроцлав Іновроцлавського повіту Куявсько-Поморського воєводства.
Населення — 198 осіб (2011).
У 1975-1998 роках село належало до Бидгощського воєводства.

## Демографія
Демографічна структура станом на 31 березня 2011 року:
|          | Загалом | Допрацездатний вік | Працездатний вік | Постпрацездатний вік |
| -------- | ------- | ------------------ | ---------------- | -------------------- |
| Чоловіки | 93      | 18                 | 62               | 13                   |
| Жінки    | 105     | 19                 | 59               | 27                   |
| Разом    | 198     | 37                 | 121              | 40                   |